# Гай Юлий Силан
Гай Юлий Силан (на латински: Gaius Iulius Silanus) е политик и сенатор на Римската империя от фамилията Юлии, живял през 1 век.
Има предположения, че произлиза от келтското племе на битуригите. На 26 февруари 86 г. е включен в състава на жреческата колегия на арвалските братя. През 92 г. е суфектконсул заедно с Квинт Юний Арулен Рустик. За по-нататъшния му живот не е известно нищо.